# Catoblepia velata
Catoblepia velata är en fjärilsart som beskrevs av Hans Ferdinand Emil Julius Stichel 1901. Catoblepia velata ingår i släktet Catoblepia och familjen praktfjärilar. Inga underarter finns listade i Catalogue of Life.